# Солон-Спрінгс (містечко, Вісконсин)
Солон-Спрінгс (англ. Solon Springs) — місто (англ. town) в США, в окрузі Дуглас штату Вісконсин. Населення — 970 осіб (2020).

## Демографія
Згідно з переписом 2010 року, у місті мешкало 910 осіб у 380 домогосподарствах у складі 267 родин. Було 698 помешкань
Расовий склад населення:
| - 94,8 % — білих - 2,7 % — корінних американців - 0,5 % — азіатів - 0,2 % — чорних або афроамериканців - 0,1 % — вихідців з тихоокеанських островів |

До двох чи більше рас належало 1,5 %. Частка іспаномовних становила 0,8 % від усіх жителів.
За віковим діапазоном населення розподілялося таким чином: 22,0 % — особи молодші 18 років, 59,1 % — особи у віці 18—64 років, 18,9 % — особи у віці 65 років та старші. Медіана віку мешканця становила 44,2 року. На 100 осіб жіночої статі у місті припадало 112,6 чоловіків;  на 100 жінок у віці від 18 років та старших — 105,8 чоловіків також старших 18 років.
Середній дохід на одне домашнє господарство  становив 66 799 доларів США (медіана — 54 881), а середній дохід на одну сім'ю — 80 598 доларів (медіана — 59 306). Медіана доходів становила 50 521 долар для чоловіків та 53 750 доларів для жінок. За межею бідності перебувало 9,3 % осіб, у тому числі 15,5 % дітей у віці до 18 років та 10,0 % осіб у віці 65 років та старших.
Цивільне працевлаштоване населення становило 447 осіб. Основні галузі зайнятості: освіта, охорона здоров'я та соціальна допомога — 26,6 %, фінанси, страхування та нерухомість — 16,6 %, будівництво — 10,1 %, транспорт — 9,8 %.